# Wild Peach Village (Texas)
Wild Peach Village es un lugar designado por el censo ubicado en el condado de Brazoria en el estado estadounidense de Texas. En el Censo de 2010 tenía una población de 2452 habitantes y una densidad poblacional de 94,57 personas por km².

## Geografía
Wild Peach Village se encuentra ubicado en las coordenadas 29°4′52″N 95°38′14″O / 29.08111, -95.63722. Según la Oficina del Censo de los Estados Unidos, Wild Peach Village tiene una superficie total de 25.93 km², de la cual 25.93 km² corresponden a tierra firme y (0%) 0 km² es agua.

## Demografía
Según el censo de 2010, había 2452 personas residiendo en Wild Peach Village. La densidad de población era de 94,57 hab./km². De los 2452 habitantes, Wild Peach Village estaba compuesto por el 84.54% blancos, el 8.73% eran afroamericanos, el 0.53% eran amerindios, el 0.45% eran asiáticos, el 0% eran isleños del Pacífico, el 3.83% eran de otras razas y el 1.92% pertenecían a dos o más razas. Del total de la población el 14.52% eran hispanos o latinos de cualquier raza.